# Padangbulia
Padangbulia is een bestuurslaag in het regentschap Buleleng van de provincie Bali, Indonesië. Padangbulia telt 3313 inwoners (volkstelling 2010).